# Antoni Amer
Antoni Amer Llodrà (Manacor, Baleares, 12 de febrero de 1882 - ibídem, 29 de diciembre de 1936), apodado Garanya, fue un comerciante y político español, ejecutado víctima de la represión del bando franquista durante la guerra civil española.

## Biografía
Antoni Amer vivió siempre en Manacor, donde trabajó de guarnicionero, y posteriormente de mayorista de cueros, además de otros negocios, como agencias de viajes, gestoría y líneas regulares de transporte, entre otras actividades. Fue también un destacado político republicano. En 1911 fue elegido concejal de su localidad natal por la candidatura republicano-socialista. En las elecciones municipales de 1931, que dieron lugar a la proclamación de la República fue elegido de nuevo concejal dentro del Unión Republicana con un 90% de votos, y después alcalde y diputado provincial. En 1936 fue elegido compromisario por la circunscripción de Palma de para la elección del presidente de la República.
Cuando se produjo el golpe de Estado de julio de 1936 que dio lugar a la Guerra Civil, Amer marchó camino de Palma de Mallorca con la intención de conocer de primera mano los movimientos militares que se estaban sucediendo. Se ocultó de los sublevados al ver que la localidad estaba tomada, siguiendo un largo periplo de lugares entre Palma y Manacor. Finalmente quedó escondido en un habitáculo dentro de un sótano construido para tal fin en la vivienda de una familiar suya, Aina Ferrana. Después de un tiempo y varias visitas de elementos falangistas en su busca, los familiares que lo amparaban fueron detenidos. Poco después, Antoni Amer se entregó voluntariamente a las autoridades militares. Así supo que su hijo Jaime había sido asesinado. Encontrándose junto con Aina Ferrana detenido, dos falangistas lo sacaron para ejecutarlo, pero el jefe de policía, enterado, lo impidió. No obstante, cuando iba a trasladarlo a Palma, un numeroso grupo de falangistas rodearon el vehículo del jefe de policía y exigieron su entrega, a lo que finalmente el jefe de policía accedió. Fue ejecutado ese mismo día de un disparo en la cabeza.